# بورجا سانچز (بازیکن فوتبال، زاده ۱۹۹۶)
بورجا سانچز (انگلیسی: Borja Sánchez؛ زادهٔ ۲۶ فوریهٔ ۱۹۹۶) بازیکن فوتبال اهل اسپانیا است.
از باشگاه‌هایی که در آن بازی کرده‌است می‌توان به باشگاه فوتبال رئال اویدو و باشگاه فوتبال رئال مادرید کاستیا اشاره کرد.
وی همچنین در تیم ملی فوتبال زیر ۱۶ سال اسپانیا بازی کرده‌است.